# Ayumu Seko
Ayumu Seko (瀬古 歩夢 Seko Ayumu?, Osaka, 7 de junio de 2000) es un futbolista japonés que juega como defensa en el Le Havre A. C. de la Ligue 1.

## Selección nacional
El 24 de marzo de 2023 hizo su debut con la selección de Japón en un amistoso ante Uruguay que finalizó en empate a uno.

## Clubes
| Club                | País    | Año       |
| ------------------- | ------- | --------- |
| Cerezo Osaka sub-23 | Japón   | 2016-2018 |
| Cerezo Osaka        | Japón   | 2019-2022 |
| Grasshoppers        | Suiza   | 2022-2025 |
| Le Havre A. C.      | Francia | 2025-     |

## Palmarés

### Títulos nacionales
| Título             | Club         | País  | Año  |
| ------------------ | ------------ | ----- | ---- |
| Copa J. League     | Cerezo Osaka | Japón | 2017 |
| Copa del Emperador | Cerezo Osaka | Japón | 2017 |